# Las Horquetas (Güer Aike)
Las Horquetas es una localidad argentina del departamento Güer Aike de la Provincia de Santa Cruz. Está ubicada sobre la Ruta Provincial 5, a orillas del brazo sur del río Coig, cerca de la confluencia con el brazo norte.
Ubicado a 70 km de Río Gallegos, posee una hostería, un camping, un bar y teléfono público.

## Toponimia
Su nombre se debe a la división del Río Coyle que se encuentra a pocos kilómetros del paraje, en un sitio donde se practica la pesca (se puede conseguir trucha arco iris y trucha).